# Cheumatopsyche kraepelini
Cheumatopsyche kraepelini är en nattsländeart som först beskrevs av Georg Ulmer 1905.  Cheumatopsyche kraepelini ingår i släktet Cheumatopsyche och familjen ryssjenattsländor. Inga underarter finns listade i Catalogue of Life.